# Жулебіно (станція метро)
«Жулебіно» (рос. Жулебино) — 190-а станція Московського метрополітену, що була кінцевою південного радіусу Тагансько-Краснопресненської лінії до 21 вересня 2015. Розташована на південному сході Москви, у районі Вихіно-Жулебіно, за Московською кільцевою автодорогою.

## Історія
Терен, на якому станція розташована був до 1984 року частиною міста Люберці Московської області. В 1984 році терен було передано Москві. Весь район, навколо Люберців і інші райони уздовж Казанського і Рязанського приміського напрямків Московської залізниці вельми залежали від станції «Вихіно», на той час кінцевої зупинки Тагансько-Краснопресненської лінії і пересадочної станції для обох залізничних напрямків. В 2000-х, «Вихіно» було сильно перевантажено. Зрештою, було прийнято рішення продовжити Тагансько-Краснопресненську лінію за межі «Вихіно». Будівництво першої черги, зі станціями «Лермонтовський проспект» і «Жулебіно», почалося у серпні 2011 року. Тунелі були завершені до вересня 2013 року
Відкриття станції у складі дільниці «Вихіно» — «Жулебіно» разом з другою станцією черги — «Лермонтовський проспект» відбулося 9 листопада 2013.

## Вестибюлі та пересадки
Перший (північний) вестибюль сполучено з платформою 3-ма стрічками ескалатору з висотою підйому 5,04 м і ліфтом для маломобільних громадян, а другий (південний) вестибюль сполучено з платформою станції сходами і ліфтом для маломобільних громадян.
Північний вестибюль сполучено короткими підземними пішохідними переходами з організацією виходів на обидві сторони вулиці Генерала Кузнєцова.
Пішохідні переходи, що прямують від південного вестибюля станції, мають виходи на всі сторони перехрестя вулиць Генерала Кузнєцова та Академіка Міля.
На поверхню виходи, накриті вісьмома скляними павільйонами типової конструкції, 8-ма сходовими спусками шириною 3,7 м, 3-ма сходовими спусками шириною 4,6 м і 6 ліфтами.

## Технічна характеристика
Конструкція станції — колонна двопрогінна мілкого закладення, (глибина закладення — 15 м) з розташуванням ряду колон уздовж осі платформи з кроком 6 м, відстань між коліями — 14,9 м, з платформою острівного типу завширшки 12 м і завдовжки 163 м, з двома підземними вестибулями.

## Колійний розвиток

Схема колійного розвитку станції «Жулебіно»

Станція з колійним розвитком — 6 стрілочних переводів, перехресний з'їзд і 2 станційних колії для обороту та відстою рухомого складу.

## Оздоблення
В основу архітектурного вигляду станцій закладена колірна шкала спектру від зеленого до червоно-помаранчевого, через жовтий (9 кольорів для станції «Жулебіно»), що проходить від вестибюля до вестибюля за колійними стінами і по колонах платформної дільниці.
У вестибюлях, найближчих до центру Москви, стіни виконані у червоно-помаранчевому кольорі у керамічному камені (типу NBK Ceramic), який підходить з боку вестибюля до платформної дільниці станції.
Біля протилежних вестибюлів колір стін навпроти — зелений.
Відповідні кольори переходять зі стін пішохідних переходів на торцеві стіни і далі на стелі павільйонів над маршовими сходами.
Інші елементи інтер'єрів виконані у нейтральних кольорах, та є тлом до головної колірної теми і утворюють поєднання світло- і темно-сірих тонів натурального каменю обробки і з багатошаровими алюмінієвими панелями із стільниковим заповненням з шліфованої поверхнею, також нейтральний фон підтримується архітектурними елементами з нержавіючої сталі і скла на лавах, що знаходяться на платформних дільницях, і прозорих перегородках, огорожах сходів і ескалаторів у вестибюлях.

## Пересадки
- Автобуси: 79, 177, 279, 669